# GS1
GS1 ist ein Netzwerk von Not-for-Profit-Organisationen, die weltweit Standards für unternehmensübergreifende Prozesse entwickeln, aushandeln und pflegen. Sitz des Global Office ist Brüssel. Es gibt 115 nationale GS1-Organisationen (Stand: Ende 2019). Im D-A-CH-Raum sind GS1 Austria, GS1 Germany und GS1 Switzerland tätig. Über zwei Millionen Unternehmen weltweit nutzen die Standards von GS1.
Im Einzelhandel ist das GS1-System führend. Auch in anderen Branchen kommt es zum Einsatz. Bekannt ist die Global Trade Item Number (GTIN) im EAN-Strichcode, der auf allen Einzelhandelsprodukten zu finden ist und gescannt werden kann, um Kassiervorgänge und weitere Abläufe zu automatisieren. Weit verbreitet ist auch die Global Location Number, mit der Lokationen, beispielsweise Filialen, Lager, Liegeplätze, identifiziert werden können. Im Bereich der Medizinprodukte ist GS1 eine von der Europäischen Kommission und der FDA benannte Vergabestelle (Issuing Agency, IAC) für die Unique Device Identification (Produktidentifizierungsnummer).
Durch das GS1-System können branchenübergreifend eindeutige Identifikationsschlüssel für nahezu alle Objekte erzeugt werden, die im Business-to-Business-, im Business-to-Consumer- und im Business-to-Government-Geschäft relevant sind, beispielsweise Produkte, Standorte, Unternehmen, Vermögensgegenstände oder Transaktionen. Die Effizienz, Sicherheit, Transparenz und Nachhaltigkeit der physischen und digitalen Wertschöpfung sollen so verbessert werden.

## Geschichte

### Global
Das GS1-System stammt ursprünglich aus den USA. Seit 1969 gab es dort Überlegungen, einen branchenübergreifenden Produktcode einzuführen. 1973 waren die Vorarbeiten beendet und das Design des linearen Barcodes stand fest, der Universal Product Code (UPC) wurde eingeführt. Ein Jahr später wurde eine Kaugummi-Packung erstmals an einer Ladenkasse gescannt. Der Erfolg dieses Systems motivierte 1977 zur Gründung der European Article Numbering Association, später in EAN International und 2005 dann in GS1 umbenannt. Der von der European Article Numbering Association vorangetriebene EAN-13-Code war vollständig mit dem UPC kompatibel.
Nach sechsjähriger Entwicklung wurde 1989 ein Standard für den elektronischen Datenaustausch publiziert. Ein Jahr später vereinbarten die amerikanischen Verantwortlichen für den UPC sowie die europäischen EAN-Organisatoren ein Abkommen zur gemeinsamen Weiterentwicklung von weltweiten Identifizierungsstandards. Seit 1995 werden auch Standards für das Gesundheitswesen entwickelt. 1999 wurde für eine neue Barcode-Gruppe, die Reduced Space Symbology veröffentlicht, die 2007 in GS1 DataBar umbenannt wurde.
Im Jahr 2004 wurde der erste Standard für die RFID-Technologie publiziert. Drei Jahre später begann die Entwicklung offener Standards, die Verbrauchern den direkten Zugang zu wichtigen Produktinformationen ermöglicht. Ab 2005 änderte EAN International ihren Namen in GS1. Zuvor war die UCC, die amerikanische Standardisierungsorganisation für die Konsumgüterbranche, Mitglied geworden.

### Deutschsprachiger Raum
EAN Austria wurde 1977 gegründet. Elf Jahre später wurde die Organisation aus der Wirtschaftskammer Österreich ausgegliedert und als eigene GmbH organisiert. Im Zuge der internationalen Vereinheitlichung von Markenpolitik und Firmierung heißt die Organisation seit 2005 GS1 Austria.
In Deutschland konstituierte sich 1974 die Centrale für Coorganisation (CCG), in der Vertreter von Industrie und Handel zusammenwirkten. Auch diese EAN-Organisation benannte sich 2005 in GS1 Germany um. Bis heute sind der Markenverband und das EHI Retail Institute Gesellschafter. Von 2003 an „entwickelte sich das Unternehmen von einer reinen Standardisierungsorganisation zu einem marktorientierten Dienstleistungsunternehmen“.
In der Schweiz entstand GS1 Switzerland Anfang 2005 aus der Fusion der drei Verbände EAN Schweiz, Schweizerische Gesellschaft für Logistik und ECR Schweiz.

## Gegenwart

### Organisation

#### International
Es gibt 115 nationale GS1-Organisationen (Stand: Ende 2019), sie betreuen über 150 Länder.  Mehr als zwei Millionen Unternehmen weltweit nutzen Standards von GS1. Die Zahl der Mitarbeiter, die für GS1-Unternehmen und -Organisationen tätig sind, liegt bei mehr als 2.000.

#### DACH-Raum
GS1 Austria (Sitz: Wien) ist als GmbH eine 100-prozentige Tochter der Wirtschaftskammer Österreich, beschäftigt rund 45 Mitarbeiter und betreut 10.000 Kunden (Stand: 2019). Im Beirat von GS1 Austria suchen Experten aus Gewerbe, Industrie und Handel zusammen den Interessenausgleich. GS1 Austria ist seit 2008 alleinige Gesellschafterin der Editel Austria GmbH. Dieses Unternehmen bietet ein EDI-Netzwerk mit internationaler Reichweite.
GS1 Germany (Sitz: Köln) ist rechtlich als GmbH organisiert. Der Aufsichtsrat entscheidet über die grundsätzliche Ausrichtung und kontrolliert die Geschäftsführung. Ihm gehören Vertreter großer Unternehmen aus Industrie und Handel an. GS1 Germany finanziert sich wesentlich durch Gebühren für die GS1-Identifikationsschlüssel. Hinzu kommen Einnahmen durch Beratungs- und Dienstleistungen sowie durch Fortbildungsangebote. GS1 Germany beschäftigt rund 400 Mitarbeiter (Stand: 2022). An folgenden Unternehmen ist GS1 Germany beteiligt:
- H.U.T. Hotelreservierungs- und Tagungsmanagement GmbH: Messe- und Eventmanagement sowie Hotelreservierungen; Joint Venture mit dem EHI Retail Institute (50 Prozent)[37]
- European EPC Competence Center GmbH: RFID-Trainings- und Testzentrum; Joint Venture mit DHL und Metro (40 Prozent)
- fTRACE GmbH:[38] Globale Lösung für Traceability, seit März 2023 Joint Venture mit der osapiens Holding GmbH (20 Prozent)[39]
- GS1 Germany Accelerator GmbH: Accelerator für Startups[40] (100 Prozent)

GS1 Switzerland ist als Verein organisiert und betreut in der Schweiz mehr als 5.300 Unternehmen, auch für Unternehmen aus Liechtenstein ist GS1 Switzerland Ansprechpartner. Ein CEO steht der vierköpfigen Geschäftsleitung vor. Dem von einem Präsidenten geleiteten Vorstand gehören 20 Personen an, überwiegend aus Schweizer Unternehmen. 2018 arbeiteten mehr als 40 Personen für die Organisation mit Sitz in Bern.

### Dienstleistungen

#### Branchen
GS1 befasst sich vor allem mit der Optimierung der Wertschöpfung. Schwerpunkt ist dabei seit Jahrzehnten die Verbesserung der Zusammenarbeit über Einzelunternehmen und -branchen hinaus. Die globalen Standards werden traditionell vom Einzelhandel sowie von Unternehmen genutzt, die Fast Moving Consumer Goods („Schnelldreher“) herstellen. Mittlerweile greifen aber auch Akteure im Gesundheitswesen, im Eisenbahnwesen, in der Automobilindustrie, im Maschinen- und Anlagenbau sowie in der Logistik auf entsprechende Angebote zurück.

#### Themen
Konkret geht es um die Entwicklung und Anpassung von weltweit eindeutigen Identifikations- und Codiersystemen für Objekte entlang der Wertschöpfungskette beziehungsweise -netzwerke wie Artikel, Versandeinheiten, Leistungen, Adressen, Standorte usw. einschließlich der relevanten Prozesse. Hierbei handelt es sich vor allem um Barcode-Systeme, um das Thema Category Management,  um Strategien und Vorgehensweisen des Efficient Consumer-Response, um die Harmonisierung und Verbesserung von Artikelstammdaten, um RFID sowie um Rückverfolgbarkeit und Nachhaltigkeit.

#### Prognosen und Studien
Die Prognose und Gestaltung zukünftiger Trends und Herausforderungen zählt ebenfalls zum Aufgabengebiet. 2009 hat GS1 Germany hierfür beispielsweise ein Knowledge-Center eröffnet, das 2014 um ein Zukunftslabor erweitert und 2017 umgebaut wurde. Mit vergleichbarer Intention veröffentlicht GS1 zudem entsprechende Studien. Sie komplettieren das Spektrum der selbst durchgeführten oder beauftragten Untersuchungen, zum Beispiel über Regallücken, den elektronischen Datenaustausch, Transportbehälter-Systeme, Katastrophensicherheit, Mobiltelefone beim Einkauf oder Rückverfolgbarkeit. Praxis-Tests zählen ebenfalls zum Leistungsspektrum von GS1, etwa zum Einsatz der Blockchain-Technologie beim Palettentausch oder beim digitalen Frachtbrief.

#### Preisverleihungen
Um die Aufmerksamkeit für als wichtig erachtete Themen zu stärken und vorbildliche Initiativen zu würdigen, lobt GS1 Wettbewerbe aus. GS1 Austria fördert die Pflege und das Teilen von Artikelstammdaten mit dem GS1 Sync Star Award. In Deutschland wird der ECR Award vergeben. Nachhaltige Lieferketten werden von der deutschen Organisation mit dem Lean and Green Award geehrt. Nachwuchswissenschaftler, die praxisrelevante Erkenntnisse für den Handel erarbeiten, fördern GS1 Germany und das EHI Retail Institute mit einem Wissenschaftspreis. Seit 1996 vergibt die Schweizer Sektion den Swiss Logistics Award.